# Pietro Valdo Panascia
Pietro Valdo Panascia (Reggio Calabria, 13 aprile 1910 – Palermo, 20 ottobre 2007) è stato un pastore valdese italiano.

## Biografia
Nato a Reggio Calabria il 13 aprile 1910, consacrato pastore valdese nel 1937, ha servito le chiese di Genova Sampierdarena, Campobasso, Messina e Reggio Calabria. Membro della Tavola Valdese, l’organo di governo della Chiesa Valdese a livello nazionale, per ben due mandati (è successo a pochi): 1948-52 e 1956-63. Nel 1956 diventa pastore della Chiesa Valdese di Palermo e vi resta per 14 anni, fino al 1970. Lavora per trasformare il centenario Istituto Valdese nell’attuale Centro Diaconale “La Noce”, l’opera più grande della Chiesa Valdese in Italia. Dirige l’opera in Via Giovanni Evangelista Di Blasi/Piazza Noce tra il 1970 e il 1983, fondando anche la seconda Chiesa Valdese della città nei locali del Centro Diaconale. Si “ritira” dal ministero a 73 anni. Muore il 20 ottobre 2007 a 97 anni.
Panascia consolida la Chiesa Valdese di Palermo, costruendo i presupposti per il riconoscimento dell’autonomia da parte del Sinodo del 1961, nell’anno del centenario della sua fondazione. Le chiese autonome sono quelle comunità che, all’interno della Chiesa Valdese, hanno autonomia finanziaria e numero di membri superiore a 150. A differenza delle altre chiese valdesi, le chiese autonome non ricevono il pastore dalla Tavola Valdese, ma lo eleggono. A sud di Roma, Palermo è l’unica chiesa valdese autonoma.
Nel 1963 Panascia fece scalpore con la “Iniziativa per il rispetto della vita umana”, un manifesto contro le stragi mafiose — nel particolare, si riferiva alle stragi di Ciaculli e Villabate — affisso per tutta la città. La chiesa valdese fu la prima chiesa cristiana a profetizzare contro la Mafia, al punto da suscitare la reazione stizzita della Segreteria di Stato Vaticana nei confronti dell’allora arcivescovo di Palermo, Ernesto Ruffini, “reo” secondo il Vaticano di aver lasciato questa sacrosanta battaglia ai valdesi. Il cardinal Ruffini rispose che l’onorabilità della Sicilia andava difesa dalle denigrazioni de “Il gattopardo”, di Danilo Dolci e, appunto, di Panascia e dei valdesi. Proprio con Danilo Dolci, Panascia portò avanti un dialogo e una collaborazione su tematiche di comune interesse: si prese cura degli abitanti di "Cortile Cascino" che vivevano in condizioni di assoluto degrado. Nel 1968, poi, Panascia — instancabile — si diede da fare anche per le popolazioni terremotate del Belice: fece realizzare a Vita il "Villaggio Speranza" composto da venti villette prefabbricate che furono assegnate ai senzatetto. Il ministero di Pietro Valdo Panascia in questa città è riconosciuto quasi come fosse “episcopale” e la sua memoria è viva ancora oggi, a 61 anni dal suo arrivo a Palermo, a 34 anni dalla sua emeritazione, a 14 anni dalla sua morte. Non a caso il Comune di Palermo ha deliberato la variazione dell'intitolazione del tratto di via Isidoro La Lumia, compreso tra la Via Emerico Amari e la Via Filippo Turati, in: " Via Pietro Valdo Panascia."
Ha scritto “Costruire Speranza” (Casa Editrice Claudiana) e “Storia di una famiglia Valdese in Sicilia” (Casa Editrice Ila Palma)
| Controllo di autorità | VIAF (EN) 49438312 · ISNI (EN) 0000 0000 3863 4632 · SBN BVEV011704 · LCCN (EN) n2002038390 · GND (DE) 1147217483 · BNF (FR) cb14412975g (data) |